# Šoltanski kanal
Šoltanski kanal – kanał morski w Chorwacji, pomiędzy wyspami Drvenik veliki i Šolta, część Morza Adriatyckiego.
Jego długość wynosi 5 km, a głębokość waha się w przedziale 65–76 m. Łączy Splitski kanal z otwartym morzem. W kanale leżą wyspy Mačkanar i Stipanska.